# Future Weapons
Future Weapons ist eine seit 2006 auf dem US-amerikanischen Discovery Channel laufende Serie, in der moderne und zukünftige Waffen und Waffensysteme vorgestellt werden. Moderator der Sendung war Richard Machowicz, ein ehemaliger Navy-Seal. Seit  März 2009 läuft die Sendung wöchentlich in Deutschland auf DMAX.

## Episodenaufbau
Jede Folge steht unter einem bestimmten Thema zum Beispiel „Maximale Feuerkraft“, zu dem (meist vier) verschiedene Waffen(-systeme) gezeigt werden, die für die im Titel beschriebene Aufgabe geeignet sind (zum Beispiel ein MLRS oder das Metal-Storm-System). Diese werden von Machowicz präsentiert und meist von ihm auf einem Testgelände der entsprechenden Firmen getestet, oder er besucht eine entsprechende mit dem Waffensystem ausgestattete Militäreinheit. So besuchte Machowicz beispielsweise in Folge 2 „Tarnkappentechnik“ den deutschen U-Boot-Stützpunkt in Eckernförde, um an Bord von U 31 den Brennstoffzellenantrieb der U-Boot-Klasse 212 A vorzustellen.

## Zukunft der Serie
In den Vereinigten Staaten wurden seit dem 24. April 2008 keine neuen Folgen mehr ausgestrahlt. Genauere Angaben, ob die Serie nur eine Pause einlegt oder eingestellt wurde, sind nicht bekannt.